# Allen (Kansas)
Allen és una població dels Estats Units a l'estat de Kansas. Segons el cens del 2000 tenia 211 habitants.

## Demografia
Segons el cens del 2000, Allen tenia 211 habitants, 83 habitatges, i 62 famílies. La densitat de població era de 301,7 habitants per km².
Dels 83 habitatges en un 39,8% hi vivien nens de menys de 18 anys, en un 59% hi vivien parelles casades, en un 12% dones solteres, i en un 25,3% no eren unitats familiars. En el 24,1% dels habitatges hi vivien persones soles el 14,5% de les quals corresponia a persones de 65 anys o més que vivien soles. El nombre mitjà de persones vivint en cada habitatge era de 2,54 i el nombre mitjà de persones que vivien en cada família era de 3.
Per edats la població es repartia de la següent manera: un 29,9% tenia menys de 18 anys, un 6,6% entre 18 i 24, un 28,4% entre 25 i 44, un 20,9% de 45 a 60 i un 14,2% 65 anys o més.
L'edat mediana era de 36 anys. Per cada 100 dones de 18 o més anys hi havia 102,7 homes.
La renda mediana per habitatge era de 32.500 $ i la renda mediana per família de 39.792 $. Els homes tenien una renda mediana de 30.000 $ mentre que les dones 24.500 $. La renda per capita de la població era de 15.855 $. Entorn del 10,2% de les famílies i el 8% de la població estaven per davall del llindar de pobresa.

## Poblacions més properes
El següent diagrama mostra les poblacions més properes.